# 스페인 U-20 축구 국가대표팀
스페인 U-20 축구 국가대표팀(스페인어: selección de fútbol sub-20 de España)은 스페인을 대표하는 20세 이하의 축구 국가대표팀으로, 스페인의 축구 관리 기관인 스페인 왕립 축구 연맹의 관리를 받는다. FIFA U-20 월드컵에 15번 참가해 1985년과 2003년에 준우승을, 1999년에는 우승을 차지했다.

## 역대 감독
| 감독                 | 임기        |
| -------------------- | ----------- |
| 헤수스 마리아 페레다 | 1977 ~ 1991 |
| 루이스 미야          | 2009        |
| 훌렌 로페테기        | 2010 ~ 2013 |